# George Stevens (regisseur)
George Cooper Stevens (Oakland, 18 december 1904 – Lancaster, 8 maart 1975) was een Amerikaanse regisseur, producent, cameraman en scenarist. Hij won twee Oscars en werd genomineerd voor drie Golden Globes. Tot zijn bekendste films behoren A Place in the Sun, Shane, Giant en The Talk of the Town.

## Biografie
Al op jonge leeftijd belandde Stevens in de filmindustrie, waar hij eerst aan de slag ging als cameraman. Zo filmde hij onder meer verschillende korte films van Laurel en Hardy. Al gauw begon Stevens zijn eigen korte films te regisseren en begin jaren 30 maakte hij zijn eerste lange speelfilm, The Cohens and Kellys in Trouble (1933). Die film maakte deel uit van de komische filmreeks The Cohens and Kellys.
In 1934 draaide Stevens de komedie Kentucky Kernels, maar zijn doorbraak kwam er pas een jaar later met de film Alice Adams. De film zelf werd genomineerd voor een Oscar en ook hoofdrolspeelster Katharine Hepburn sleepte een nominatie in de wacht. De volgende jaren regisseerde Stevens vooral films met Fred Astaire en Ginger Rogers.
Tijdens de Tweede Wereldoorlog sloot hij zich aan bij de verbindingsdienst van de Amerikaanse landmacht. Stevens werd tussen 1943 en 1945 hoofd van een filmafdeling onder generaal Eisenhower. Zijn afdeling filmde onder meer de landing in Normandië, de bevrijding van Parijs en de ontmoeting tussen de Amerikaanse soldaten en de Sovjettroepen aan de Elbe. Stevens nam ook beelden van concentratiekampen op. Bijzonder is dat een deel van deze beelden met kleurenfilm werd geschoten. Ze werden gebruikt tijdens de processen van Neurenberg.
Door zijn ervaringen in de Tweede Wereldoorlog ging Stevens zich toeleggen op dramafilms. Met I Remember Mama (1948) draaide hij zijn laatste filmkomedie. In 1952 won hij een Oscar voor de film A Place in the Sun met Elizabeth Taylor en Montgomery Clift. Vijf jaar later deed Stevens dat opnieuw, toen voor de film Giant met James Dean en Elizabeth Taylor. Verder maakte Stevens de film The Diary of Anne Frank (1959) over het dagboek van Anne Frank. De opnamen voor die film vonden deels plaats in Amsterdam.
George Stevens overleed op zijn boerderij in Californië aan een hartaanval. Hij was toen 70 jaar oud.

## Filmografie
| 1933 | The Cohens and Kellys in Trouble |
| 1934 | Bachelor Bait                    |
| 1934 | Kentucky Kernels                 |
| 1935 | Laddie                           |
| 1935 | The Nitwits                      |
| 1935 | Alice Adams                      |
| 1935 | Annie Oakley                     |
| 1936 | Swing Time                       |
| 1937 | Quality Street                   |
| 1937 | A Damsel in Distress             |
| 1938 | Vivacious Lady                   |
| 1939 | Gunga Din                        |
| 1940 | Vigil in the Night               |
| 1941 | Penny Serenade                   |
| 1942 | Woman of the Year                |
| 1942 | The Talk of the Town             |
| 1943 | The More the Merrier             |
| 1948 | I Remember Mama                  |
| 1951 | A Place in the Sun               |
| 1952 | Something to Live For            |
| 1953 | Shane                            |
| 1956 | Giant                            |
| 1959 | The Diary of Anne Frank          |
| 1965 | The Greatest Story Ever Told     |
| 1970 | The Only Game in Town            |